# Johannes Picht (Physiker)
Johannes Picht (* 25. Januar 1897 in Rathenow; † 23. Juni 1973) war ein deutscher Physiker.

## Leben
Aufgewachsen in Rathenow, legte Johannes Picht im Jahr 1919 sein Abitur in Berlin-Karlshorst ab. Anschließend studierte er an der Universität Berlin Mathematik und Physik, wo er 1925 bei Max von Laue promovierte. Danach war er als wissenschaftlicher Mitarbeiter im Potsdamer Observatorium, am Einstein-Institut Potsdam und bei den Askania-Werken tätig.
Im Jahr 1932 erfolgte die Habilitation an der Technischen Hochschule Berlin, wo er anschließend als Professor für physikalische und technische Optik lehrte. Zum 1. Mai 1933 trat er der NSDAP bei (Mitgliedsnummer 2.645.088). Von 1949 bis 1962 war er als Professor für theoretische Physik an der Pädagogischen Hochschule Potsdam tätig und fungierte als Direktor des Instituts für theoretische Physik.
Pichts Schwerpunkte in Forschung und Lehre waren die Optik, die Elektronenoptik und die Atomphysik. Auf diesen Gebieten legte er insgesamt über 100 Veröffentlichungen vor, darunter Standardwerke wie die „Einführung in die Theorie der Elektronenoptik“ (1939) und die zweibändigen „Vorlesungen über Atomphysik“.
In den 1950er Jahren geriet Johannes Picht in Konflikt mit der DDR-Obrigkeit. So drohte er mehrfach mit Streik, um die Besetzung von Stellen zu erzwingen und lehnte eine politische Betätigung ab. In diesem Zusammenhang wurde er auch vom Ministerium für Staatssicherheit beobachtet.

## Auszeichnungen
- Staatspreis der Universität Berlin (1924)

## Schriften (Auswahl)
- Einführung in die Theorie der Elektronenoptik, Leipzig 1939.
- Das Elektronenmikroskop. Eine allgemeinverständliche Darstellung seiner physikalischen und technischen Grundlagen und seiner Anwendung in Physik, Technik, Medizin und Biologie, Leipzig 1955
- Vorlesungen über Atomphysik, 2 Bde., Berlin 1956/57.
- Einführung in die Elektronenmikroskopie, Berlin 1966 (mit Johannes Heydenreich).